# Orazio Imberciadori
Orazio Imberciadori (Castel del Piano, 17 maggio 1788 – Castel del Piano, 23 settembre 1861) è stato un pittore e architetto italiano.

## Biografia
Nato il 17 maggio 1788 a Castel del Piano, sul monte Amiata nella provincia di Grosseto, si formò a Firenze sotto Pietro Ermini e in seguito frequentò l'Accademia di belle arti, diretta da Pietro Benvenuti. Vinse l'alunnato Biringucci nel 1814. 
Fu principalmente autore di ritratti e operò anche come miniaturista.
Come architetto si distinse per la completa riorganizzazione urbanistica del suo paese natale, con la progettazione di lunghi e ampi viali alberati e piazze, dando origine alla contrada del Monumento. Per questo motivo ogni anno, in occasione della cena propiziatoria del palio del 7 settembre, i contradaioli intonano un inno di ringraziamento a Orazio Imberciadori.
A Castel del Piano progettò anche il campanile della chiesa della Propositura. Un suo ritratto è esposto nel "salone dei notabili" di palazzo Nerucci.